# 何鏡堂
何鏡堂（1938年4月—），廣東東莞人，中國當代建築師，现任华南理工大学建筑学院名誉院长、华南理工大学建筑设计研究院董事长、亚热带建筑科学国家重点实验室学术委员会主任。此外也是第九和第十屆全國政協委員、中国建筑学会副理事长和中國工程院院士。1994年獲得“中國工程設計大師”稱號。
他設計過許多的建築物，其中較著名者包括西漢南越王博物館、浙江大學紫金港校區和中國2010年上海世界博覽會中國館等。

## 生平

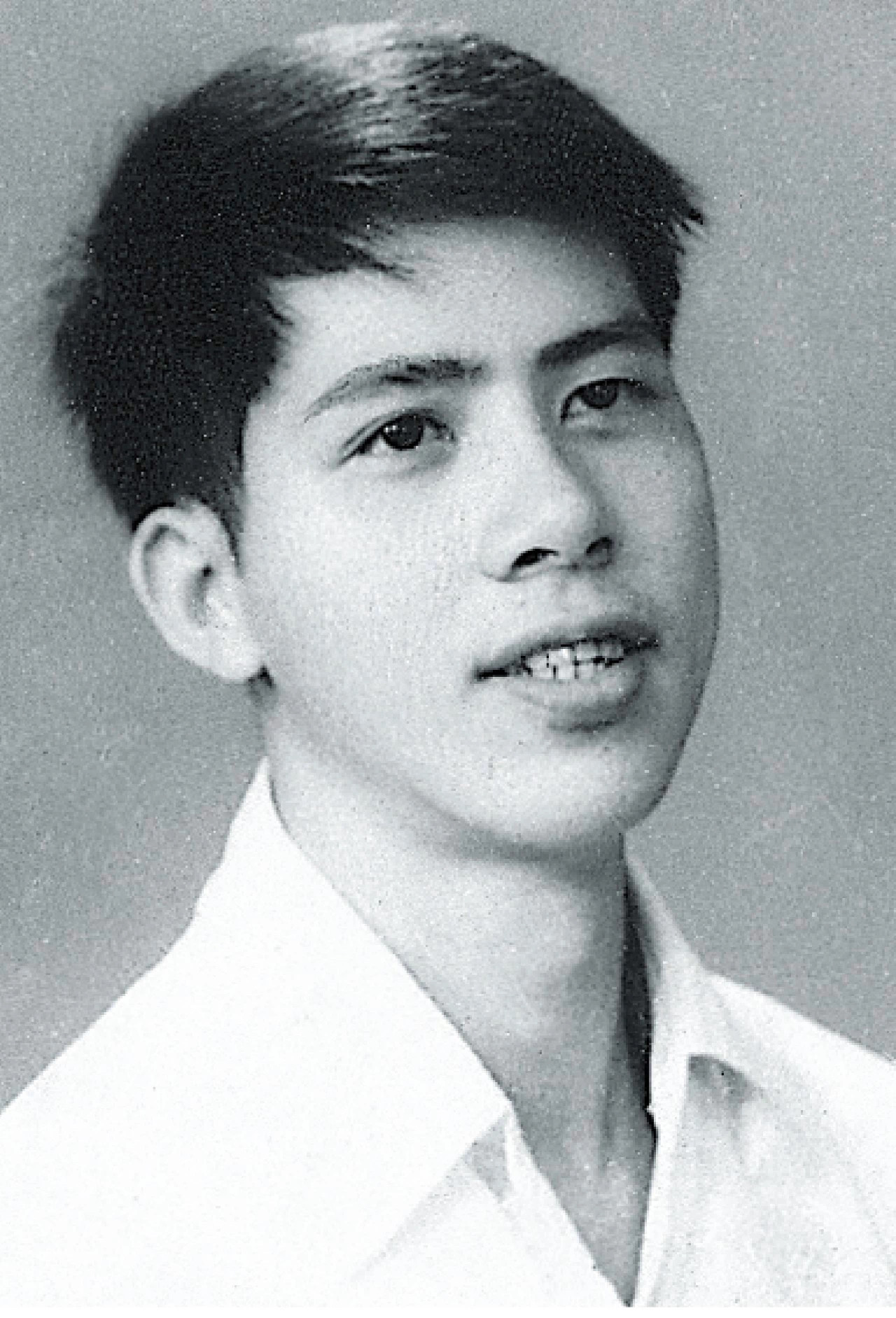
1960年前后于华南工学院求学时的何镜堂

何鏡堂於民國二十六年（1937年）四月出生於廣東東莞，家住石龍頭（即現中山東一帶），幼年在石龍中心國民學校（現石龍鎮中心小學）讀書，1950年入讀石龍中學，1956年考入華南工學院（華南理工大學前身）建築學系。1965年8月以民用建築研究生身份畢業，留校擔任建築系教師。1967年進入湖北省建築設計院任技術員，1973年進入輕工部設計院任工程師。1983年5月回到華南理工大學任教。自1992年開始，何镜堂擔任华南理工大学建筑设计院的院长。
1994年何鏡堂獲得“中国工程设计大师”的称号，1999年当选中国工程院院士，2000年被評為“广东省劳动模范”，2001年获首届梁思成建筑奖，2004年和2006年分別被評為“全国模范教师”和“全国先进工作者”。

## 作品
何鏡堂主持過100多項重大工程，其中獲得部、省级以上优秀设计奖的有50多项。

### 建築

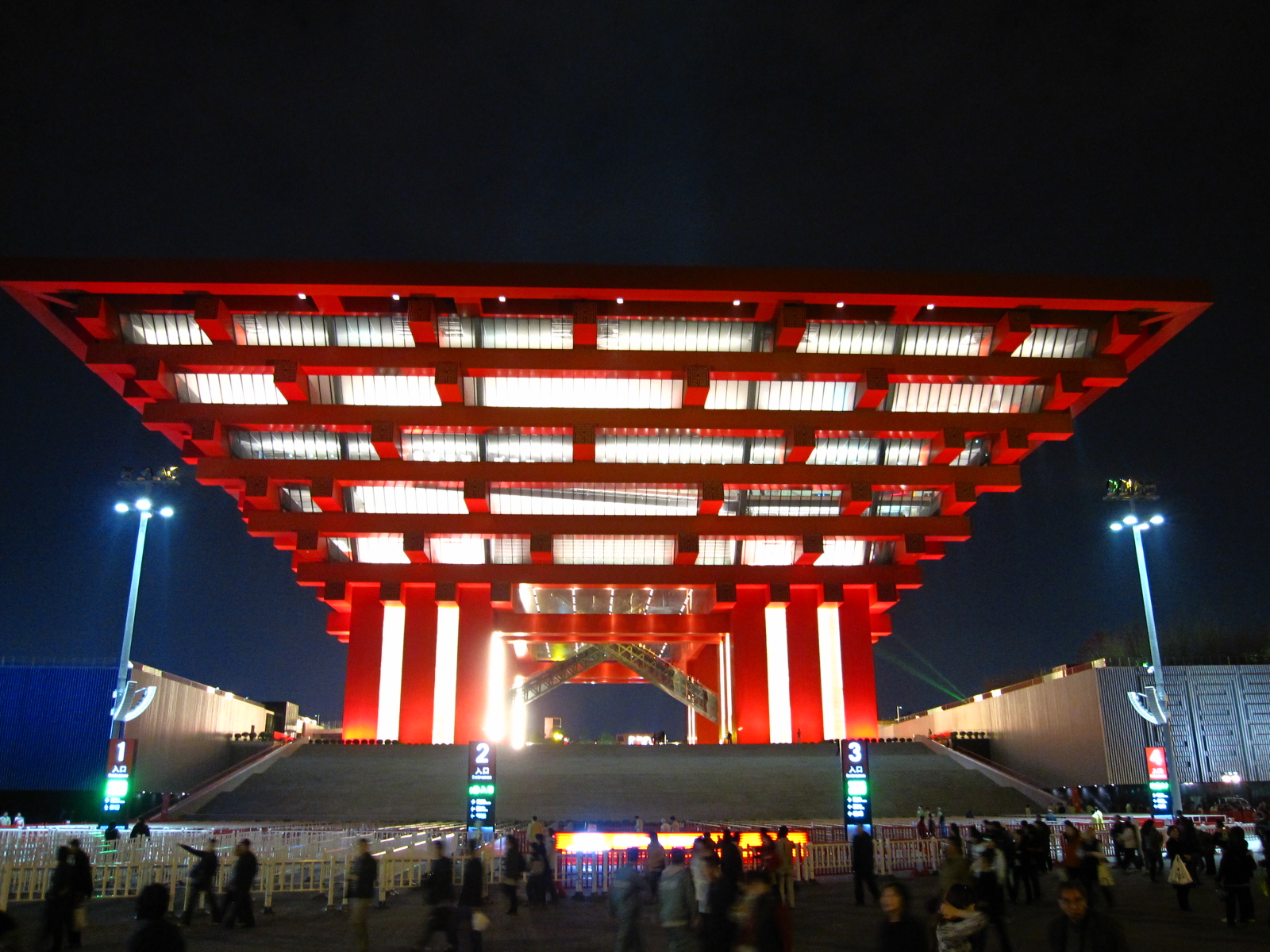
上海世博会中国馆

- 深圳科学馆
- 西漢南越王博物館
- 浙江大學紫金港校區
- 河南师范大学新联学院郑州校区
- 华南师范大学南海学院
- 江南大学校园
- 华南理工大学逸夫人文馆
- 华南理工大学大学城校区
- 广东药科大学大学城校区
- 中国市长大厦
- 鸦片战争海战博物馆
- 侵华日军南京大屠杀遇难同胞纪念馆扩建工程
- 中國2010年上海世界博覽會中國館
- 東莞市火車及地鐵站
- 澳門大學新校區
- 广东新兴县惠能纪念堂
- 广州市城市规划展览中心
- 广州城市中轴线跨江行人桥

### 著作
- 《何鏡堂文集》
- 《何镜堂建筑创作》